# Città di Prospect
La città di Prospect è una Local Government Area che si trova in Australia Meridionale. Essa si estende su una superficie di 7,81 chilometri quadrati e ha una popolazione di 20.910 abitanti. La sede del consiglio si trova a Prospect.